# Acanthopsyche subteralbata
Acanthopsyche subteralbata är en fjärilsart som beskrevs av George Francis Hampson 1897. Acanthopsyche subteralbata ingår i släktet Acanthopsyche och familjen säckspinnare. Inga underarter finns listade i Catalogue of Life.